# بنی هاجر (قطر)
بنی هاجر یک منطقهٔ مسکونی در قطر است که در شهرداری الریان واقع شده‌است. بنی هاجر ۲٫۷ کیلومتر مربع مساحت دارد ۲۷ متر بالاتر از سطح دریا واقع شده‌است.